# 高橋星名
高橋 星名（たかはし せな、英語: Sena Takahashi、2010年1月29日 - ）は、日本のフィギュアスケート選手（男子シングル）。
神奈川県出身。木下アカデミー所属。星槎国際高等学校横浜鴨居在学中。
主な戦績は、2024年JGPリガ杯優勝、2021年全日本ノービス選手権Aクラス3位、2022年全日本ノービス選手権Aクラス優勝など。

## 経歴
現在のコーチである濱田美栄と2017年の全日本選手権で出会い、2018年より関大のリンクでの練習に参加。東神奈川の横浜銀行アイスアリーナから関西大学アイスアリーナへ拠点を移し、その後現在の京都宇治に拠点を移した。

### ノービス時代

#### 2020-2021シーズン
全日本ノービス選手権Bクラスで初の入賞となる5位となった。この時点では演技に3回転は組み込んでいなかった。

#### 2021-2022シーズン
このシーズンからノービスAクラスへ移行。
西日本中小フィギュアスケート競技会では、昨季まで習得していなかった3回転ジャンプ5種類をマスターし、前年の全日本ノービスAクラスで優勝した中田璃士選手の90.73点を超える98.70点をマークし優勝した。その後の近畿選手権でも優勝、シード権を獲得していた全日本ノービス選手権へコマを進める。
迎えた全日本ノービス選手権では少しのミスは見られたものの、素晴らしい演技を披露し99.03点で中田璃士選手、西野太翔選手に次いで3位となり全日本ノービス選手権初のメダル獲得となった。この結果により全日本ジュニア選手権に推薦出場が決まった。

推薦出場となった全日本ジュニア選手権。初めてとなったSPでは3ルッツ-2トゥループなどジャンプに大きなミスなく滑りきり53.45点で17位。FSでは3ルッツ-2トゥループｰ2ループで少し着氷に詰まったものの、その後は大きなミスなく演技。一番最後のジャンプに2アクセル-3トゥループを決め109.71点でFS単独では9位、総合163.16点で12位となり、ノービス勢トップで大会を終えた。FSのキスアンドクライでは「すごい楽しかった」と笑顔で話していた。

#### 2022-2023シーズン
ノービスAクラス2年目のシーズン。所属を京都宇治FSCから木下アカデミーへ変更。
西日本中小フィギュアスケート競技会で106.06点をマークしノービス男子競技で優勝すると1年で一人しか受賞することのできない将来有望な選手に贈られる北川奨励賞を受賞。近畿選手権は臀部の怪我のために棄権となったものの、野辺山合宿の時点でシード権を獲得していたため全日本ノービス選手権にコマを進めた。
自身最後となった全日本ノービス選手権、冒頭の3ルッツで転倒、その後の3サルコウ-3トゥループの予定が3サルコウで転倒、しかし最後のジャンプである3ルッツに3トゥループをつけミスをリカバリーし104.35点。ミスはあったものの1位となり自身初の全日本ノービス優勝を飾った。この結果により2年連続での全日本ジュニア選手権への推薦出場が決まった。
全日本ジュニア選手権では、SPで自身初となる60点台、60.79点で8位、FSでは2本目のジャンプである2アクセルからの3連続ジャンプがアクセルで回り切れず抜けてしまい無得点になるも後半3サルコウ-3トゥループに2トゥループをつけ3連続ジャンプにするなどリカバリーし118.37点で9位、総合179.16点で総合9位とノービス推薦選手ではトップの成績で2度目の全日本ジュニア選手権を終えた。
2023年世界フィギュアスケート国別対抗戦のエキシビションに開催国の招待選手として参加した。

### ジュニア時代

#### 2023-2024シーズン
2023年全日本ジュニア選手権で8位に入賞した。

この結果により全日本選手権に推薦、初出場。SPでは1番滑走ながら見事な演技を披露し68.28点で19位、FSではエッジエラーなどにより点数が伸ばせず123.49点で22位、総合191.77点で20位となり、同じく初出場の蛯原大弥選手に及ばず新人賞獲得を逃しました。

第44回全国中学校スケート大会でSPでジャンプ2本を失敗し14位と出遅れたが、FSは演技をまとめ追い上げて4位、総合では6位入賞となり2年連続の表彰台とはならなかった。

#### 2024-2025シーズン
ISUジュニアグランプリシリーズ第1戦ラトビアで優勝、第5戦ポーランドでルーカス・ヴァクラヴィクに次いで2位に入賞し、ジュニアグランプリファイナル進出を初めて決めた。ジェイコブ・サンチェスの30ポイントに次いで2位タイの28ポイントでの進出となった。(同じく2位タイは中田璃士)

全日本ジュニア選手権ではSP首位発進、FS4位で総合順位は中田璃士に次ぐ2位となった。

ジュニアグランプリファイナルでは、SP6位となるもFS3位と巻き返し、総合順位を4位で終えた。

推薦出場した全日本選手権で14位となった。

第45回全国中学校スケート大会でSP・FS共に1位で初優勝した。

世界ジュニア選手権に初出場、9位となり長いシーズンを終えた。

## 競技成績

### ISUパーソナルベストスコア
- SP - ショートプログラム、FS - フリースケーティング
- TSS - 部門内合計得点（英: Total segment score）は太字
- TES - 技術要素点（英: Technical element score）、PCS - 演技構成点（英: Program component score）

| 部門 | 種類 | 得点   | 大会                    |
| ---- | ---- | ------ | ----------------------- |
| 総合 | TSS  | 229.66 | 2024年JGPリガ杯         |
| SP   | TSS  | 81.05  | 2024年JGPリガ杯         |
| SP   | TES  | 44.91  | 2024年JGPリガ杯         |
| SP   | PCS  | 37.05  | 2024年JGPソリダリティ杯 |
| FS   | TSS  | 148.61 | 2024年JGPリガ杯         |
| FS   | TES  | 75.01  | 2024年JGPリガ杯         |
| FS   | PCS  | 73.60  | 2024年JGPリガ杯         |

### 主な戦績
- JGP - ISUジュニアグランプリシリーズ
- J - ジュニアクラス
- A - ノービスAクラス、B - ノービスBクラス

| 大会名               | 2020–21 | 2021–22 | 2022–23 | 2023–24 | 2024–25 |
| -------------------- | ------- | ------- | ------- | ------- | ------- |
| 世界ジュニア選手権   |         |         |         |         | 9位     |
| JGP ファイナル       |         |         |         |         | 4位     |
| JGP ソリダリティ杯   |         |         |         |         | 2位     |
| JGP リガ杯           |         |         |         |         | 1位     |
| 全日本選手権         |         |         |         | 20位    | 14位    |
| 全日本ジュニア選手権 |         | 12位    | 9位     | 8位     | 2位     |
| 全日本ノービス選手権 | 5位 B   | 3位 A   | 1位 A   |         |         |

### 詳細
- マークが付いている大会は国際スケート連盟公認の国際大会
- パーソナルベストは太字で表示

| 2024-2025 シーズン     |                                                            |         |           |           |
| 開催日                 | 大会名                                                     | SP      | FS        | 結果      |
| 2025年2月24日 - 3月2日 | 2025年世界ジュニアフィギュアスケート選手権（デブレツェン） | 7 76.85 | 11 139.60 | 9 216.45  |
| 2024年12月19日 - 22日  | 第93回全日本フィギュアスケート選手権（門真）               | 8 77.87 | 17 131.92 | 14 209.79 |
| 2024年12月5日 - 8日    | ISUジュニアグランプリファイナル（グルノーブル）            | 6 61.83 | 3 142.57  | 4 204.40  |
| 2024年11月15日 - 17日  | 第93回全日本フィギュアスケートジュニア選手権（広島）       | 1 79.28 | 4 133.71  | 2 212.99  |
| 2024年9月25日 - 28日   | ISUジュニアグランプリ ソリダリティ杯（グダニスク）         | 1 80.25 | 6 118.17  | 2 198.42  |
| 2024年8月28日 - 31日   | ISUジュニアグランプリ リガ杯（リガ）                       | 1 81.05 | 1 148.61  | 1 229.66  |

| 2023-2024 シーズン    |                                                      |          |           |           |
| 開催日                | 大会名                                               | SP       | FS        | 結果      |
| 2023年12月20日 - 24日 | 第92回全日本フィギュアスケート選手権（長野）         | 18 68.28 | 22 123.49 | 20 191.77 |
| 2023年11月17日 - 19日 | 第92回全日本フィギュアスケートジュニア選手権（大津） | 9 62.93  | 7 126.05  | 8 188.98  |

| 2022-2023 シーズン    |                                                             |         |          |          |
| 開催日                | 大会名                                                      | SP      | FS       | 結果     |
| 2022年11月25日 - 27日 | 第91回全日本フィギュアスケートジュニア選手権（ひたちなか）  | 8 60.79 | 9 118.37 | 9 179.16 |
| 2022年10月21日 - 23日 | 第26回全日本フィギュアスケートノービス選手権Aクラス（札幌） |         | 1 104.35 | 1 104.35 |

| 2021-2022 シーズン    |                                                             |          |          |           |
| 開催日                | 大会名                                                      | SP       | FS       | 結果      |
| 2021年11月21日 - 23日 | 第90回全日本フィギュアスケートジュニア選手権（名古屋）      | 17 53.45 | 9 109.71 | 12 163.16 |
| 2021年10月22日 - 24日 | 第25回全日本フィギュアスケートノービス選手権Aクラス（大津） |          | 3 99.03  | 3 99.03   |

## プログラム使用曲
| シーズン  | SP | FS                                                                                                 | EX                                                                           |
| --------- | --- | -------------------------------------------------------------------------------------------------- | ---------------------------------------------------------------------------- |
| 2025-2026 | 映画「ディア・エヴァン・ハンセン」より You Will Be Found 振付:村元哉中                                                                     | 映画「ミッション」より 作曲:エンニオ・モリコーネ 振付:ミーシャ・ジー                               |                                                                              |
| 2024-2025 | 映画「グレイテスト・ショーマン」より This is Me 振付:村元哉中                                                                              | 四季より 夏 第一楽章・第三楽章 冬 第二楽章・第一楽章 作曲:アントニオ・ヴィヴァルディ 振付:宮本賢二 | 映画「グレイテスト・ショーマン」より The Greatest Show 振付:キャシー・リード |
| 2023-2024 | 映画『タッカー』より The Car of for Tomorrow - Today Lone Bank Loan Blues Toast of the Town 作曲：ジョー・ジャクソン 振付:キャシー・リード | ミュージカル『レ・ミゼラブル』より 振付：キャシー・リード                                          |                                                                              |
| 2022-2023 | 映画『タッカー』より The Car of for Tomorrow - Today Lone Bank Loan Blues Toast of the Town 作曲：ジョー・ジャクソン 振付:キャシー・リード | ヴァイオリン協奏曲第1番 作曲:ピョートル・チャイコフスキー                                          | クロコダイル・ロック 歌:エルトン・ジョン                                     |
| 2021-2022 | ヴァイオリン協奏曲第1番 作曲:ピョートル・チャイコフスキー                                                                                  | 三銃士・ダルタニャン                                                                               |                                                                              |